# Feiertage in Italien
Gesetzliche Feiertage in Italien werden vom Parlament Italiens in Rom beschlossen und gelten, von Stadt- oder Gemeindepatronfesten abgesehen, grundsätzlich landesweit. Was den Pfingstmontag betrifft, gibt es eine Ausnahmeregelung für Südtirol. In Italien gibt es auch staatliche Gedenktage.

## Gesetzliche Feiertage
| Datum        | Bezeichnung                | Italienischer Name                      | Anmerkung |
| ------------ | -------------------------- | --------------------------------------- | --- |
| –            | Sämtliche Sonntage         |                                         | Der erste Sonntag im November ist darüber hinaus Tag der nationalen Einheit (Giornata dell'Unità Nazionale e delle Forze Armate)                                  |
| 1. Januar    | Neujahr                    | Capodanno                               | |
| 6. Januar    | Epiphanias                 | Epifania                                | auch Epifania del Signore |
| 25. April    | Tag der Befreiung          | Anniversario della liberazione d'Italia | auch Liberazione dal nazifascismo, Befreiung vom Nazifaschismus, Ende der deutschen Besatzung 1945                                                                |
| –            | Ostermontag                | Lunedì di Pasqua                        | auch Pasquetta oder Lunedì dell'Angelo genannt |
| 1. Mai       | Tag der Arbeit             | Festa del Lavoro                        | auch Festa dei lavoratori |
| 2. Juni      | Tag der Republik           | Festa della Repubblica                  | Gründung der italienischen Republik 1946 |
| 15. August   | Mariä Himmelfahrt          | Assunzione di Maria                     | normalerweise Ferragosto genannt |
| 1. November  | Allerheiligen              | Ognissanti                              | |
| 8. Dezember  | Mariä Empfängnis           | Immacolata Concezione                   | |
| 25. Dezember | Weihnachten                | Nascita di Gesù                         | oder schlicht Natale |
| 26. Dezember | Stefanstag                 | Giorno di Santo Stefano                 | |
| –            | Gedenktag des Stadtpatrons | Festa del Santo Patrono                 | In Südtirol wird stattdessen der Pfingstmontag (Lunedì di Pentecoste), der im übrigen Italien kein gesetzlicher Feiertag ist, als gesetzlicher Feiertag begangen. |

Nach dem Ende des Zweiten Weltkriegs und der Monarchie wurden die Feiertage mit einem Gesetz vom 27. Mai 1949 neu bestimmt. Mit einem Gesetz vom 5. März 1977 wurden die kirchlichen Feiertage Heilige Drei Könige, Josefstag (19. März), Fronleichnam, Christi Himmelfahrt und Peter und Paul (29. Juni) abgeschafft, um im Rahmen der Sparpolitik wegen der schlechten Wirtschaftslage die Arbeitsproduktivität zu erhöhen. Das Fest der Heiligen Drei Könige (Epifania) wurde 1985 wieder eingeführt. Der Vatertag ist der 19. März (angelehnt an das römisch-katholische Kirchenfest des hl. Josef (San Giuseppe) als Oberhaupt der heiligen Familie); der Muttertag der zweite Sonntag im Mai. Außerdem hat jede Stadt, jeder Ort den Feiertag des eigenen heiligen Schutzpatrons.

## Staatliche Gedenktage
Staatliche Gedenktage, die per Gesetz oder Erlass festgelegt werden, sind grundsätzlich nicht arbeitsfrei (es sei denn, sie fallen in ein Wochenende). Nachstehende Liste erhebt keinen Anspruch auf Vollständigkeit (Stand 2018).
| Datum               | Bezeichnung | Italienischer Name                                                                                               | Anmerkung (Rechtsgrundlage: Gesetz Nr./Jahr)                                                                  |
| ------------------- | --- | --- | --- |
| 7. Januar           | Tag der Nationalflagge                                                                                          | Giornata nazionale della Bandiera                                                                                | Am 7. Januar 1797 in der Cispadanischen Republik offiziell (671/1996)                                         |
| 27. Januar          | Internationaler Tag des Gedenkens an die Opfer des Holocaust                                                    | Giornata della Memoria                                                                                           | (211/2000) |
| 9. Februar          | Nationaler Tag des Apallischen Syndroms                                                                         | Giornata nazionale degli stati vegetativi                                                                        | (Erlass, 2010)                                                                                                |
| 10. Februar         | Erinnerungstag an die Flüchtlinge aus Istrien, Fiume und Dalmatien                                              | Giorno del ricordo degli istriani, fiumani e dalmati                                                             | besonders an die Foibe-Massaker (92/2004)                                                                     |
| 11. Februar         | Lateranverträge                                                                                                 | Patti lateranensi                                                                                                | Gründung der Vatikanstadt, Beilegung des Konflikts zwischen Italien und dem Heiligen Stuhl (11. Februar 1929) |
| 21. Februar         | Tage der Brailleschrift                                                                                         | Giornata nazionale del Braille                                                                                   | (126/2007) |
| 11. März            | Europäischer Tag der Opfer des Terrorismus                                                                      | Giornata europea in ricordo delle vittime del terrorismo                                                         | (Europaparlament, 2004)                                                                                       |
| 17. März            | Tag der nationalen Einheit, der Verfassung, der Nationalhymne und der Nationalflagge                            | Giornata dell’Unità nazionale, della Costituzione, dell'inno e della bandiera                                    | Proklamation des Königreichs Italien 1861 (222/2012)                                                          |
| 21. März            | Gedenktag für die Mafiaopfer                                                                                    | Giornata nazionale della memoria e dell’impegno in ricordo delle vittime delle mafie                             | (20/2017) |
| 23. März            | Tag der onkologischen Prävention                                                                                | Giornata della prevenzione oncologica                                                                            | (Erlass, 2001)                                                                                                |
| 24. März            | Tag der Förderung des Lesens                                                                                    | Giornata nazionale per la promozione della lettura                                                               | (Erlass, 2009)                                                                                                |
| 25. März            | Dante-Alighieri-Tag                                                                                             | Giornata nazionale dedicata a Dante Alighieri (Dantedì)                                                          | (Erlass, 2020)                                                                                                |
| 27. März            | Welttag des Theaters                                                                                            | Giornata nazionale del Teatro                                                                                    | (Wien, 1961)                                                                                                  |
| 4. April            | Tag der Menschen mit Rückenmarksverletzung                                                                      | Giornata nazionale della persona con lesione al midollo spinale                                                  | (Erlass, 2008)                                                                                                |
| 6. April            | Tag der Opfer der Erdbeben- und Naturkatastrophen                                                               | Giornata alla memoria delle vittime di tutti gli eventi sismici e calamità naturali                              | (225/2011) |
| 4. Mai              | Tag der Epilepsie                                                                                               | Giornata nazionale dell’epilessia                                                                                | (Erlass, 2002)                                                                                                |
| 5. Mai              | Tag gegen Pädophilie und Pädopornographie                                                                       | Giornata nazionale contro la pedofilia e la pedopornografia                                                      | (41/2009) |
| 9. Mai              | Europatag | Giornata d'Europa                                                                                                | Allgemein in der EU                                                                                           |
| 9. Mai              | Gedenktag für die Opfer des Terrorismus                                                                         | Giorno della memoria dedicato alle vittime del terrorismo                                                        | Jahrestag der Ermordung (1978) von Giuseppe Impastato und Aldo Moro (56/2007)                                 |
| 11. Mai             | Organspendertag                                                                                                 | Giornata per la donazione degli organi                                                                           | (Erlass, 2000)                                                                                                |
| 18. Mai             | Volksmusiktag                                                                                                   | Giornata nazionale della musica popolare                                                                         | (Erlass, 2004)                                                                                                |
| 3. Sonntag im Mai   | Tag der Krebserkrankten                                                                                         | Giornata nazionale del malato oncologico                                                                         | (Erlass, 2006)                                                                                                |
| 25. Mai             | Tag der Palliativpflege                                                                                         | Giornata nazionale del sollievo                                                                                  | (Erlass, 2001)                                                                                                |
| 1. Juni             | Tag des Sports                                                                                                  | Giornata nazionale dello Sport                                                                                   | (Erlass, 2003)                                                                                                |
| 14. Juni            | Weltblutspendetag                                                                                               | Giornata nazionale per la donazione del sangue                                                                   | (Erlass, 2003)                                                                                                |
| 2. Dienstag im Juni | Innovationstag                                                                                                  | Giornata nazionale dell’innovazione                                                                              | (Erlass, 2008)                                                                                                |
| 8. August           | Tag der Erinnerung an die Opfer italienischer Arbeiter im Ausland                                               | Giornata nazionale del Sacrificio del lavoro italiano nel mondo                                                  | Unter anderem an das Grubenunglück in Bois du Cazier bei Marcinelle, Belgien, 1956 (Erlass, 2001)             |
| 9. September        | Tag der gefallenen Seeleute                                                                                     | Giornata della memoria dei marinai scomparsi in mare                                                             | bis 2012 am 12. November (204/2012)                                                                           |
| 15. September       | Tag der Schule                                                                                                  | Giornata nazionale della scuola                                                                                  | (Erlass, 1996)                                                                                                |
| 28. September       | Vier Tage von Neapel                                                                                            | Insurrezione popolare di Napoli contro i nazifascisti                                                            | Erfolgreicher Aufstand 1943 in Neapel (260/1949)                                                              |
| 2. Oktober          | Nationaler Gedenktag für die Opfer der Immigration                                                              | Giornata in memoria delle vittime dell'immigrazione                                                              | (45/2016) |
| 3. Oktober          | Großelterntag                                                                                                   | Festa dei nonni                                                                                                  | (159/2005) |
| 4. Oktober          | Franz von Assisi und Katharina von Siena, Schutzpatrone Italiens                                                | San Francesco e Santa Caterina, patroni d'Italia                                                                 | 1939 vom Papst proklamiert (132/1958)                                                                         |
| 4. Oktober          | Tag des Friedens, der Brüderlichkeit und des Dialogs zwischen Angehörigen verschiedener Kulturen und Religionen | Giornata della pace, della fraternità e del dialogo tra appartenenti a culture e religioni diverse               | (24/2005) |
| 5. Oktober          | Tag des behindertengerechten Bauens                                                                             | Giornata nazionale per l’abbattimento delle barriere archittetoniche                                             | (Erlass, 2003)                                                                                                |
| 9. Oktober          | Gedenktag für die Opfer von Umwelt- und Industriekatastrophen                                                   | Giornata nazionale in memoria delle vittime dei disastri ambientali e industriali causati dall’incuria dell’uomo | (101/2011) |
| 12. Oktober         | Kolumbus-Tag | Giornata nazionale di Cristoforo Colombo                                                                         | (Erlass, 2004)                                                                                                |
| 12. Oktober         | Gedenktag für die Opfer von Arbeitsunfällen                                                                     | Giornata per le vittime sul lavoro                                                                               | (Erlass, 1998)                                                                                                |
| 24. Oktober         | Tag der Vereinten Nationen                                                                                      | Giornata dell’Onu                                                                                                | international                                                                                                 |
| 4. November         | Tag der nationalen Einheit und der Streitkräfte                                                                 | Giornata dell'Unità Nazionale e delle Forze Armate                                                               | Waffenstillstand von Villa Giusti 1918 (Erlass, 1922; 54/1977)                                                |
| 9. November         | Tag der Freiheit und der Erinnerung an den Fall der Berliner Mauer                                              | Giornata della libertà in ricordo dell'abbattimento del muro di Berlino                                          | (61/2005) |
| 12. November        | Tag der bei Friedensmissionen gefallenen italienischen Soldaten und Zivilisten                                  | Giornata del ricordo dei caduti militari e civili nelle missioni internazionali per la pace                      | (162/2009) |
| 21. November        | Nationaler Tag der Bäume                                                                                        | Giornata nazionale degli alberi                                                                                  | (10/2013) |
| 22. November        | Nationaler Tag für die Sicherheit an Schulen                                                                    | Giornata nazionale per la sicurezza nelle scuole                                                                 | (107/2015) |
| 5. Dezember         | Nationaler Tag der geistigen Gesundheit                                                                         | Giornata nazionale della salute mentale                                                                          | (Erlass 2004)                                                                                                 |